# راتشيل براون (عالم)
راتشيل س براون (ولد عام 1970) هي عالمة نيوزيلندية وأستاذة ونائبة رئيس قسم التغذية البشرية في جامعة أوتاجو .

## العمل الأكاديمي
ولدت عام 1970 ،  وحصلت على درجة البكالوريوس والماجستير والدكتوراه (1999) في جامعة أوتاجو وانضمت إلى طاقم الجامعة ذاتها. في (ديسمبر) 2019، تمت ترقيتها مع اثنين من زملائها ليزا هوتون وكارولين هوروث إلى درجة full professor اعتبارًا من 1 فبراير 2020.
ركزت أبحاثها على الفوائد الغذائية لاستهلاك المكسرات والتغذية للرياضيين. وقارنت دراساتها الحديثة بين الأنظمة الغذائية الشائعة - الصيام المتقطع ، والعصر الحجري القديم والمتوسطي - في تجربة إنقاص الوزن. نظر في العلم وراء تنشيط الجوز. وخطر الإصابة باضطرابات الأكل بين لاعبي اتحاد الرجبي نتيجة لسوء صورة الجسم. تعاليمها السمنة وأثرها على أمراض القلب.

## دراساتها
من ابرز الدراسات التي قامت راتشيل براون بالقيام بها:
- Katherine Black; Joanne Slater; Rachel C Brown; Rebecca Cooke (5 Apr 2018). "Low Energy Availability, Plasma Lipids, and Hormonal Profiles of Recreational Athletes". Journal of Strength and Conditioning Research (بالإنجليزية). DOI:10.1519/JSC.0000000000002540. ISSN:1064-8011. PMID:29624522. QID:Q52602727.
- Melyssa Roy; Sheila M Williams; Rachel C Brown; Kim A Meredith-Jones; Hamish Osborne; Michelle Jospe; Rachael W Taylor (1 Sep 2018). "High-Intensity Interval Training in the Real World: Outcomes from a 12-Month Intervention in Overweight Adults". Medicine and Science in Sports and Exercise (بالإنجليزية). 50 (9): 1818–1826. DOI:10.1249/MSS.0000000000001642. ISSN:0195-9131. PMID:29683919. QID:Q52570138.
- Sze-Yen Tan; Siew Ling Tey; Rachel Brown (6 Oct 2018). "Can Nuts Mitigate Malnutrition in Older Adults? A Conceptual Framework". Nutrients (بالإنجليزية). 10 (10). DOI:10.3390/NU10101448. ISSN:2072-6643. PMC:6213172. PMID:30301198. QID:Q57297133.{{استشهاد بدورية محكمة}}:  صيانة الاستشهاد: دوي مجاني غير معلم (link)
- Georgie Tran; Rachel Brown (7 Dec 2020). "Barriers and Facilitators to Nut Consumption: A Narrative Review". International Journal of Environmental Research and Public Health (بالإنجليزية). 17 (23). DOI:10.3390/IJERPH17239127. ISSN:1660-4601. PMID:33297407. QID:Q104140585.{{استشهاد بدورية محكمة}}:  صيانة الاستشهاد: دوي مجاني غير معلم (link)